# Питерс, Деверо
Деверо Питерс (англ. Devereaux Peters; родилась 6 октября 1989 года, Чикаго, штат Иллинойс, США) — американская профессиональная баскетболистка, выступавшая в женской национальной баскетбольной ассоциации. Была выбрана на драфте ВНБА 2012 года в первом раунде под общим третьим номером клубом «Миннесота Линкс». Играет в амплуа лёгкого форварда. В настоящее время защищает цвета французской команды «Тарб Жесп Бигор».

## Биография
Деверо Питерс стала заниматься баскетболом в школе Фенвика, затем, после окончания данного учебного заведения она поступила в Университет Нотр-Дам. Играя за студенческую команду «Нотр-Дам Файтинг Ириш», на позиции форварда, Деверо показала блестящие результаты. В 2011 году баскетболистка включена в «символическую пятёрку» NCAA, при этом имела лучший результат в чемпионате по блок-шотам (65) и перехватам (65). Также в этом сезоне, как и в последующем, её два раза подряд признавали лучшим оборонительным игроком Восточной конференции. На счету Деверо две финальные игры подряд (2011 и 2012) в первенстве Национальной ассоциации студенческого спорта по баскетболу. Она первая баскетболистка в истории студенческой команды, которая смогла набрать 1000 очков, 500 подборов, 200 блок-шотов, 200 перехватов и 200 передач. После таких результатов Деверо была выбрана на драфте ВНБА 2012 года в первом раунде под общим третьим номером командой «Миннесота Линкс».
В своём дебютном сезоне в ВНБА Питерс отыграла 30 матчей из 34, проводя на площадке в среднем 14,1 минуту. 20 сентября 2012 года в матче против «Лос-Анджелес Спаркс» сделала свой первый «дабл-дабл» (17 очков и 13 подборов). Участвовала во всех 4-х играх финала лиги с командой «Индиана Фивер». И если в первом сезоне стать чемпионкой не удалось, то в следующем Деверо надела на свой палец чемпионский перстень. Баскетболистка играла во всех матчах «Миннесоты Линкс» как в регулярном первенстве, так и плей-офф (41).
В перерывах между розыгрышами заокеанской лиги Питерс приезжает в Европу, осенью 2012 году она сыграла 7 матчей в составе итальянской команды «Гесам Гас». С осени 2013 года она игрок новосибирского «Динамо-ГУВД».
Во время обучения в Университете Нотр-Дам она защищала честь сборной США на Универсиаде в китайском Шэньчжэне. В той «золотой сборной» Деверо сыграла во всех 6 матчах, имея при этом следующие показатели: 10,0 очков, 5,3 подбора, 1,0 передач.

### Статистика в ВНБА
| Клуб                            | Сезон | Чемпионат | Чемпионат | Чемпионат | Чемпионат | Плей-офф | Плей-офф | Плей-офф | Плей-офф |
| Клуб                            | Сезон | Игр       | Очк       | Подб      | Перед     | Игр      | Очк      | Подб     | Перед    |
| ------------------------------- | ----- | --------- | --------- | --------- | --------- | -------- | -------- | -------- | -------- |
| «Миннесота Линкс» (Миннеаполис) | 2012  | 30        | 5,3       | 3,8       | 1,1       | 9        | 1,3      | 1,8      | 0,3      |
| «Миннесота Линкс» (Миннеаполис) | 2013  | 34        | 4,1       | 4,6       | 1,1       | 7        | 3,9      | 3,6      | 1,0      |
| «Миннесота Линкс» (Миннеаполис) | 2014  | 28        | 4,4       | 3,7       | 1,7       | 6        | 14,2     | 7,5      | 1,2      |
| «Миннесота Линкс» (Миннеаполис) | 2015  | 33        | 3,2       | 3,4       | 0,8       |          |          |          |          |

## Достижения
- Победитель WNBA: 2013, 2015
- Финалист WNBA: 2012
- Чемпион Универсиады: 2011
- Финалист NCAA: 2011, 2012